# Ambarisha (Ramaiana)

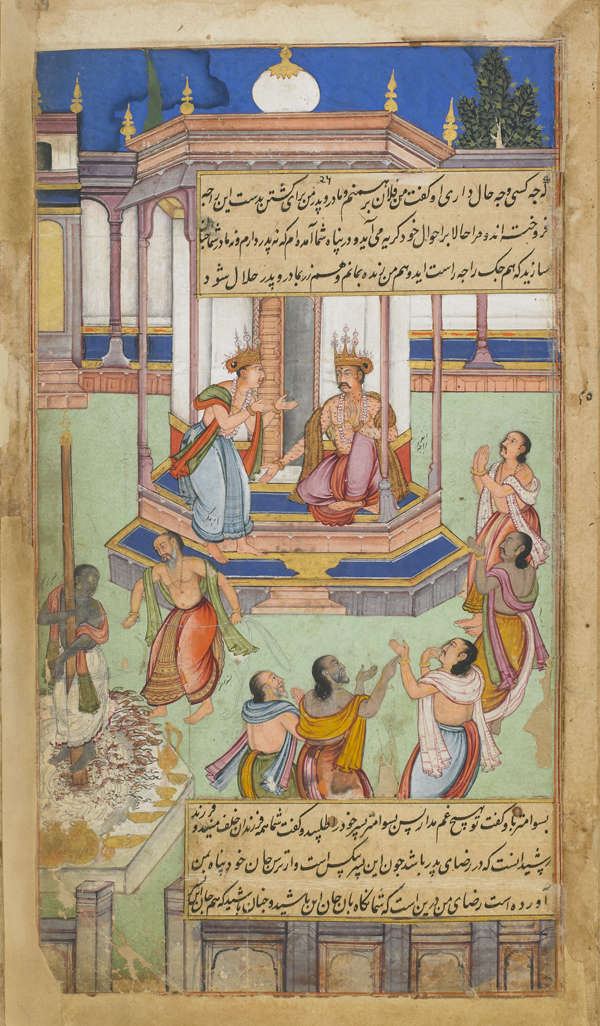
El rey Ambarisha ofrece al joven Shuna Shepa (el personaje con la piel más oscura, que representa su miserabilidad shudrá) como sacrificio humano. El sabio Visvamitra lo maldice.
Folio del Ramayana de Valmiki (el «Ramayana de Freer»), volumen 1, folio 59; pintado hacia 1597-1605, en Nadim, (dinastía mughal), acuarela opaca, tinta y oro sobre papel; 247 × 131 mm; norte de la India; obsequio de Charles Lang Freer.

En el marco de la mitología hinduista, Ambarisha fue un rey de la ciudad de Aiodhiá (India), y antepasado del rey dios Rama.

## Nombre
- ambarī́ṣa, en el sistema AITS (alfabeto internacional para la transliteración del sánscrito).
- अम्बरीष, en escritura devanagari del sánscrito.
- Pronunciación: /ambarísha/ (en sánscrito)[1] o /ambarísh/ en los idiomas actuales de la India (como el bengalí, el hindí, el maratí, el palí y el urdú).
- Etimología: desconocida.[1]

## Datación de la leyenda
En el Rig-veda (el texto más antiguo de la India, de mediados del II milenio a. C.) aparece un rishí (sabio vidente) llamado Ambarisha Rishi, hijo del rey Vrishagir, y compositor de dos himnos del Rig-veda: el 1.100 y el 9.98.
En el Majábharata (texto épico-religioso del siglo III a. C.) se menciona a un rey santo llamado Ambarisha, muy importante por la leyenda que lo relaciona con el colérico santo célibe Durvasa. Esa fábula con moraleja se repitió en varios Puranas, lo que convirtió a este Ambarish en un personaje muy conocido en la tradición hinduista.

## Leyenda
Este rey Ambarisha ―antepasado del rey Rama― apareció en el Ramaiana (compuesto aproximadamente en el mismo siglo que el Majábharata).
Ambarisha, rey de Aiodhiá (cuyo sacerdote era Vishuá-Mitra) no podía tener hijos, lo cual en la India es considerado una terrible vergüenza.
Entonces hizo un voto para obtener un hijo que luego sacrificaría al dios Váruna.
Como tampoco así obtuvo un hijo, el dios Indra robó para él una víctima humana para que Ambarisha pudiera sacrificarla al dios del océano y obtener así un hijo propio.
La víctima se escapó. Entonces el rey empezó a deambular de país en país, buscando tanto a la víctima real como a algún sustituto humano, hasta que se encontró con un santo brahmán llamado Richika, a quien el rey le compró el hijo del medio (llamado Shuna Shepa), para matarlo.
Cuando iba a ser asesinado en medio del iagñá (‘sacrificio de fuego’), Visuá-Mitra lo salvó, al enseñarle una oración al dios Agní y dos himnos a los dioses Indra y Visnú.

## Variante de la leyenda
El Aitareia-bráhmana (7.13-18), contradice esta leyenda.
Quien necesitaba el sacrificio era el rey Jarischandra (cuyo sacerdote también era Vishuá-Mitra) que no podía tener hijos.
Entonces hizo un voto para obtener un hijo que luego sacrificaría al dios Váruna.
El voto dio como resultado que JarisChandra tuviera un hijo con una de sus esposas, y lo llamó Rójita.
Pero cuando pasaron los años, el rey Jariśchandra comenzó a poner pretextos para no matar a su hijo.
Cuando finalmente consintió en cometer el asesinato, su hijo se negó a ser objeto de sacrificio y se escapó a los bosques.
El joven príncipe pasó seis años sin encontrarse a nadie, hasta que halló una ermita de un pobre brahmán y rishi (sabio vidente) llamado Ayígarta, que tenía tres hijos.
El príncipe Rójita le dio al santo bráhmana cien vacas a cambio del hijo del medio, llamado Shuna Shepa.
La compra y venta de shudrás (la cuarta y última casta, de los esclavos) era usual en la India hasta la invasión inglesa (siglo XVIII d. C.).
Rójita volvió a vivir al palacio de su padre, y le entregó al niño Shuna Shepa. El dios Váruna aceptó a este niño como sacrificio humano.
Cuando estaba a punto de ser asesinado, Shuna Shepa recitó varios versos alabando a varios dioses, por lo que se salvó del sacrificio.
Visuá-Mitra, que era el sacerdote jotri de ese sacrificio, lo aceptó como uno de sus hijos, cambiándole el nombre a Deva Rata (‘dado por los devás’).